# Електрогорск
Електрогорск (рус. Электрогорск) град је у Русији у Московској области. Према попису становништва из 2010. у граду је живело 22480 становника.

## Становништво
| 1939.  | 1959.  | 1970.  | 1979.  | 1989.  | 2002.  | 2010.  |
| ------ | ------ | ------ | ------ | ------ | ------ | ------ |
| 12.400 | 11.454 | 13.012 | 15.930 | 18.391 | 20.353 | 22.480 |